# Championnat d'Égypte de football 1992-1993
Navigation
Saison précédente Saison suivante
La saison 1992-1993 du Championnat d'Égypte de football est la 36e édition du championnat de première division égyptien. Quatorze clubs égyptiens prennent part au championnat organisé par la fédération. Les équipes sont regroupées au sein d'une poule unique où elles rencontrent leurs adversaires deux fois, à domicile et à l'extérieur. À l'issue du championnat, les trois derniers du classement sont relégués et remplacés par les trois meilleures équipes de D2.
C'est le club du Zamalek SC, tenant du titre, qui remporte à nouveau la compétition, après avoir terminé en tête du classement final, avec six points d'avance sur Al Ahly SC et quatorze sur un duo composé du Ghazl El Mahallah et d'Ismaily SC. C'est le 8e titre de champion d'Égypte de l'histoire du club.

## Les clubs participants
| - Al Ahly SC - Zamalek SC - Ittihad Alexandrie - Ismaily SC - Al Olympi - Tanta FC - Promu de D2 - Al Sekka Al Hadid | - Meniya Club - Promu de D2 - Al Mareekh FC - Al-Qanat Suez - Gomhuriat Shebin - Promu de D2 - Al-Masry Club - Ghazl El Mahallah - Baladiyyat El Mahallah - Promu de D2 |

## Compétition

### Classement
Le classement est établi sur le barème de points classique (victoire à 2 points, match nul à 1, défaite à 0).
| Rang | Équipe                   | Pts | J  | G  | N  | P  | Bp | Bc | Diff |
| ---- | ------------------------ | --- | -- | -- | -- | -- | -- | -- | ---- |
| 1    | Zamalek SC 'T' C1        | 45  | 26 | 20 | 5  | 1  | 51 | 11 | +40  |
| 2    | Al Ahly SC 'C' C2        | 39  | 26 | 16 | 7  | 3  | 38 | 12 | +26  |
| 3    | Ghazl El Mahallah        | 31  | 26 | 10 | 11 | 5  | 35 | 23 | +12  |
| 4    | Ismaily SC               | 31  | 26 | 10 | 11 | 5  | 25 | 18 | +7   |
| 5    | Al Qanah Suez            | 27  | 26 | 7  | 13 | 6  | 19 | 20 | -1   |
| 6    | Al-Masry Club            | 25  | 26 | 6  | 13 | 7  | 19 | 18 | +1   |
| 7    | Gomhuriat Shebin P       | 25  | 26 | 6  | 13 | 7  | 19 | 21 | -2   |
| 8    | Baladiyyat El Mahallah P | 25  | 26 | 8  | 9  | 9  | 25 | 28 | -3   |
| 9    | Al Olympi                | 25  | 26 | 7  | 11 | 8  | 29 | 34 | -5   |
| 10   | Al Merreikh FC           | 22  | 26 | 5  | 12 | 9  | 15 | 26 | -11  |
| 11   | Ittihad Alexandrie       | 22  | 26 | 6  | 10 | 10 | 15 | 26 | -11  |
| 12   | Tanta FC P               | 19  | 26 | 4  | 11 | 11 | 14 | 32 | -18  |
| 13   | Meniya Club P            | 14  | 26 | 2  | 10 | 14 | 15 | 35 | -20  |
| 14   | Al Sekka Al Hadid        | 12  | 26 | 1  | 10 | 15 | 17 | 38 | -21  |

| Légende : Qualifications et relégations | Légende : Qualifications et relégations |
| --------------------------------------- | --- |
|                                         | Qualification pour la Coupe d'Afrique des clubs champions 1994 |
|                                         | Qualification pour la Coupe des Coupes 1994 |
|                                         | Participation au barrage de relégation |
|                                         | Relégation directe en deuxième division |
|                                         | T : Tenant du titre C : Vainqueur de la Coupe d'Égypte P : Promu de D2 C1 : Vainqueur de la Coupe d'Afrique des clubs champions 1993 C2 : Vainqueur de la Coupe des Coupes 1993 |

## Bilan de la saison
| Championnat d'Égypte de football 1992-1993 |                              |
| Champion                                   | Zamalek SC (8e titre)        |
| Coupes et trophées                         |                              |
| Vainqueur de la Coupe d'Égypte 1992-1993   | Al Ahly SC                   |
| Qualifications continentales               |                              |
| Coupe d'Afrique des clubs champions 1994   | Zamalek SC (tenant du titre) |
| Coupe des Coupes 1994                      | Al Ahly SC (tenant du titre) |
| Promotions et relégations                  |                              |
| Promus en Egyptian Premier League          | Al-Moqaouloun                |
| Promus en Egyptian Premier League          | Tersana SC                   |
| Promus en Egyptian Premier League          | Al Mansourah Sporting Club   |
| Relégués en Egyptian Second League         | Tanta FC                     |
| Relégués en Egyptian Second League         | Meniya Club                  |
| Relégués en Egyptian Second League         | Al Sekka Al Hadid            |